# Karamoja
La Karamoja è una sub-regione dell'Uganda facente parte della regione del Nord. A sua volta comprende 9 distretti: Abim, Amudat, Kaabong, Karenga, Kotido, Moroto, Nabilatuk, Nakapiripirit e Napak.
È la regione più povera dell'Uganda e prende il nome dall'etnia che la popola, i Karamojong o Karimojong (dalla frase "ekar ngimojong" che significa "i vecchi non possono camminare oltre"), pastori guerrieri nomadi, storicamente sempre in conflitto con le etnie confinanti sia in Uganda stessa che in Sudan del Sud e Kenya a causa delle razzie di bestiame.
Secondo la classificazione dei climi di Köppen la Karamoja è una savana tropicale con clima arido, in cui l'acqua è molto scarsa.
Vista la forte correlazione fra pastorizia e conflitti, la gestione delle risorse naturali come pascoli, bestiame e acqua è cruciale. In termini economici la sub-regione dipende dall'allevamento del bestiame (capre e zebù), dall'estrazione mineraria e dal commercio di prodotti agricoli con i distretti vicini. È stata teatro di violenti scontri fra esercito ugandese e karimojong per via del disarmo forzato, dichiarato concluso ufficialmente dal governo nel 2011.